# Eva Šmeralová
Eva Šmeralová (* 24. srpna 1976) je bývalá česká fotbalistka, která hrála převážně jako obránkyně. Hrála za Spartu Praha a českou reprezentaci, kde byla kapitánkou.
Dvakrát byla jmenována českou fotbalistkou roku.
V roce 1993 debutovala za reprezentaci v přátelském zápase proti Slovensku, kde skórovala hned při svém debutu.
Šmeralová vstřelila hattrick ve finále českého poháru žen v roce 2008 proti Slavii, Sparta vyhrála 5:1.